# توني أوليفر (لاعب كرة قدم)
توني أوليفر (بالإنجليزية: Tony Oliver)‏ هو حكم كرة قدم ولاعب كرة قدم بريطاني، ولد في 6 مارس 1931.